# Solnhofen
Solnhofen is een plaats in de Duitse deelstaat Beieren, en maakt deel uit van het Landkreis Weißenburg-Gunzenhausen.
Solnhofen telt 1.742 inwoners.
Naar Solnhofen is de Solnhofener kalksteen genoemd die in de omgeving van de plaats voorkomt. Deze steen is bekend om de vele zeer gedetailleerde fossielen, van zowel planten als dieren, die erin gevonden worden.
Absberg ·
Alesheim ·
Bergen ·
Burgsalach ·
Dittenheim ·
Ellingen ·
Ettenstatt ·
Gnotzheim ·
Gunzenhausen ·
Haundorf ·
Heidenheim ·
Höttingen ·
Langenaltheim ·
Markt Berolzheim ·
Meinheim ·
Muhr am See ·
Nennslingen ·
Pappenheim ·
Pfofeld ·
Pleinfeld ·
Polsingen ·
Raitenbuch ·
Solnhofen ·
Theilenhofen ·
Treuchtlingen ·
Weißenburg in Bayern ·
Westheim